# William Shakespeare
William Shakespeare (n. aprilie 1564, Stratford-upon-Avon, Regatul Angliei – d. 23 aprilie/3 mai 1616, Stratford-upon-Avon, Regatul Angliei) a fost un dramaturg și poet englez. Supranumit „Poetul din Avon” (în engleză "Bard of Avon”) sau „Lebăda de pe Avon” ("The Swan of Avon") a fost considerat cel mai mare scriitor al literaturii de limba engleză. Din vasta sa operă - parte realizată în colaborare - s-au păstrat aproape 38 de piese de teatru, 154 de sonete, 2 lungi poeme narative, precum și alte multe poezii traduse în aproape fiecare limbă.

## Date biografice
William Shakespeare s-a născut și a crescut în Stratford-upon-Avon. La vârsta de 18 ani s-a căsătorit cu Anne Hathaway, având împreună trei copii: Susanna și gemenii Hamnet și Judith. Între anii 1585 și 1592, Shakespeare a început o carieră de succes în Londra ca actor, scriitor și proprietarul unei părți a unei companii de teatru numită „Oamenii Lordului Chamberlain” (The Lord Chamberlain's Men), mai târziu știută ca „Oamenii Regelui” (King’s Men). Se pare, că dramaturgul s-a retras la Stratford în jurul anului 1613, unde a murit 3 ani mai târziu. Câteva recorduri ale vieții private ale lui Shakespeare au supraviețuit, dar au existat speculații considerabile despre fizicul său, sexualitatea și credințele sale religioase, paternitatea operei sale dramatice și nu numai.
Shakespeare a scris majoritatea lucrărilor sale cunoscute între 1589 și 1613. Piesele lui de început au fost în special comedii și drame istorice de maxim rafinament și artă, până la sfârșitul secolului al XVI-lea. După aceea, înainte de aproximativ 1608, a scris în special tragedii, incluzând cunoscutele  Hamlet, Regele Lear și Macbeth, considerate unele dintre cele mai strălucite lucrări în limba engleză. În ultima parte a vieții a scris tragicomedii, de asemenea știute ca aventuri romantice, și a colaborat cu alți dramaturgi.
Multe dintre piesele sale de teatru au fost publicate chiar în timpul vieții sale, în ediții de diverse calități și precizii. În 1623, doi dintre colegii săi de teatru au publicat The First Folio, o ediție adunată din lucrările sale dramatice, care le include pe toate, în afară de două din piesele de teatru recunoscute ulterior ca fiind ale lui Shakespeare.
Shakespeare a fost un poet și dramaturg respectat la vremea lui, dar reputația lui nu a crescut la înălțimile sale actuale înainte de secolul al XIX-lea. Ideile romantice, în particular, întâmpină genialitatea lui Shakespeare, iar victorienii s-au închinat lui Shakespeare cu o stimă pe care George Bernard Shaw a numit-o „idolatrizarea lui Shakespeare”. În secolul XX, munca lui a fost în repetate rânduri recunoscută și redescoperită de noile abordări ale artei spectacolului de teatru. Piesele sale de teatru rămân cât se poate de populare și astăzi, fiind permanent studiate, jucate și reinterpretate în diverse contexte culturale și politice în întreaga lume.
Shakespeare, dramaturgul cel mai jucat și mai respectat, inclusiv de către regina Elisabeta I, a colaborat cu teatrul Globe, una dintre cele mai populare scene ale epocii elisabetane, al cărui acționar parțial era, și a cărui deviză era "Totus mundus agit histrionem", reluată în piesa „Cum vă place”, o metaforă a lumii ca scenă de teatru: "All the world's a stage, / And all the men and women merely players: They have their exits and their entrances" („Lumea întreagă este o scenă, / iar bărbații și femeile sunt simplu/[doar] actorii ei, [cu] propriile lor intrări și ieșiri”). 

### Tinerețe

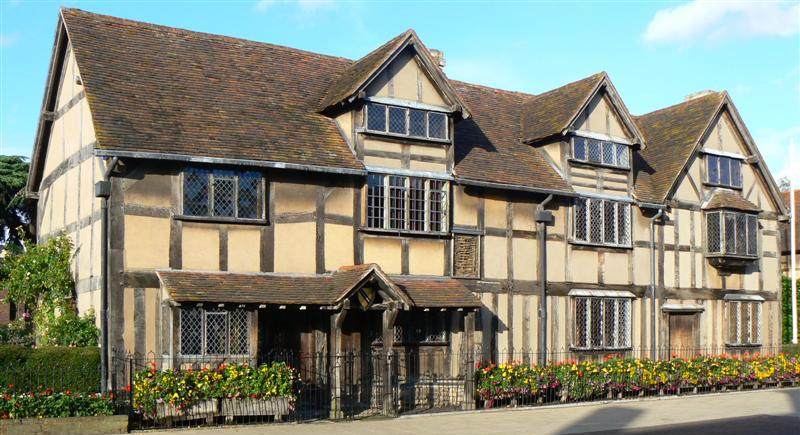
Casa lui John Shakespeare, se crede a fi locul nașterii lui Shakespeare, în Stratford-upon-Avon.

William Shakespeare a fost fiul lui John Shakespeare, negustor de mănuși de succes și membru al consiliului municipal, originar din Snitterfield, și al lui Mary Arden, fiica unui  fermier prosper. El s-a născut în Stratford-upon-Avon și a fost botezat acolo la 26 aprilie 1564. Ziua sa de naștere adevărată rămâne neștiută, dar e atribuită zilei de 23 aprilie, Ziua Sfântului George (St. George's Day). El a fost al treilea copil din opt și fiul care a supraviețuit cel mai mult.
Cu toate că nu există date certe despre prima sa perioadă de viață, mai mulți biografi sunt de acord că Shakespeare a fost probabil educat la Noua Școală King (King’s New School) din Stratford, o școală liber privilegiată în 1553, cam la un sfert de milă de casa sa. Învățământul liceal a variat calitativ pe durata erei elisabetane, dar planul de învățământ a fost dictat de lege în întreaga Anglie și școala ar fi asigurat o educație intensă în gramatica latină și în studiul limbilor clasice.
La vârsta de 18 ani, Shakespeare s-a căsătorit cu Anne Hathaway în vârstă de 26 de ani. Curtea consistorială a Diocezei de Worcester („Diocese of Worcester”) a emis certificatul de căsătorie la 27 noiembrie 1582. Ceremonia pare să fi fost aranjată în multă pripă, dacă la șase luni după căsătorie,  Anne a dat naștere unei fete, Susanna, botezată pe 26 mai 1583. Gemenii, băiatul Hamnet și fata Judith, s-au născut aproape doi ani mai târziu și au fost botezați la 2 februarie 1585. Hamnet a murit din cauze necunoscute la vârsta de 11 ani și a fost îngropat la 11 august 1596.
După nașterea gemenilor, Shakespeare a lăsat puține urme istorice în documentele vremii, până când este menționat că face parte din „lumea teatrală” a Londrei în 1592, iar oamenii de știință se referă la perioada cuprinsă între 1585 și 1592 ca „anii pierduți” ai lui Shakespeare. Biografii, în încercarea de a ține seama de această perioadă, au propagat multe povești nesigure. Nicholas Rowe, primul biograf al lui Shakespeare, a povestit o legendă a Stratford-ului în care Shakespeare dispare din oraș ca să scape de acuzarea braconajului de cerb. O altă poveste din secolul al 18-lea susține că Shakespeare și-a început cariera teatrală având grijă de caii patronilor de teatru din Londra. John Aubrey ne informează că Shakespeare a fost un învățător provincial. Mulți oameni de știință ai secolului al 20-lea au sugerat că dramaturgul ar fi fost angajat ca învățător de Alexander Hoghton, un proprietar de pământuri catolic din Lancashire, care a numit un oarecare „William Shakeshafte” în testamentul său.

### Londra și cariera teatrală
Nu se știe exact când a început Shakespeare să scrie, dar aluziile contemporane și recordurile de performanță arată că mai multe dintre piesele sale au fost montate pe scenă la Londra doar după 1592. Bardul a fost suficient de bine cunoscut la Londra, atât cât să fie atacat de dramaturgul Robert Greene.

### Rivalitatea cu Christopher Marlowe
A rămas celebră rivalitatea dintre Shakespeare și remarcabilul dramaturg Christopher Marlowe, care a fost ucis într-o cârciumă, într-o ceartă de bețivi. Unii istorici presupun că Marlowe ar fi fost autorul unora dintre piesele atribuite lui Shakespeare, care provenea dintr-o pătură socială destul de umilă și nu ar fi posedat educația necesară pentru a scrie piese sau sonete, teorie care nu a fost demonstrată. Filmul Shakespeare îndrăgostit („Shakespeare in Love”), după scenariul scris de dramaturgul englez contemporan Tom Stoppard susține că moartea lui Marlowe ar fi fost provocată de rivalitatea cu Shakespeare, fapt neconfirmat de istoricii literari englezi.

### Ultimii ani și moartea
Rowe a fost primul biograf care nu a luat în considerare legenda potrivit căreia Shakespeare s-ar fi retras la Stratford cu puțini ani înainte să moară, întrucât retragerea de la întreaga sa muncă ar fi fost neobișnuită la acel timp. În același timp, Shakespeare a continuat sa viziteze Londra. În 1612, el a fost chemat ca martor la Curtea de Instanță privind acordul căsătoriei fiicei lui Mountjoy, Mary.
După anii 1606-1607, Shakespeare a scris puține piese de teatru și niciuna nu îi mai este atribuită după 1613. Ultimele trei piese ale sale au fost colaborări, probabil cu John Fletcher, care i-a succedat ca dramaturg în compania teatrală „Oamenii regelui”.
Shakespeare a murit la 23 aprilie 1616. Susanna s-a căsătorit cu un medic, John Hall, în 1607, iar Judith s-a căsătorit cu Thomas Quiney, un podgorean, cu două luni înainte de moartea lui Shakespeare.

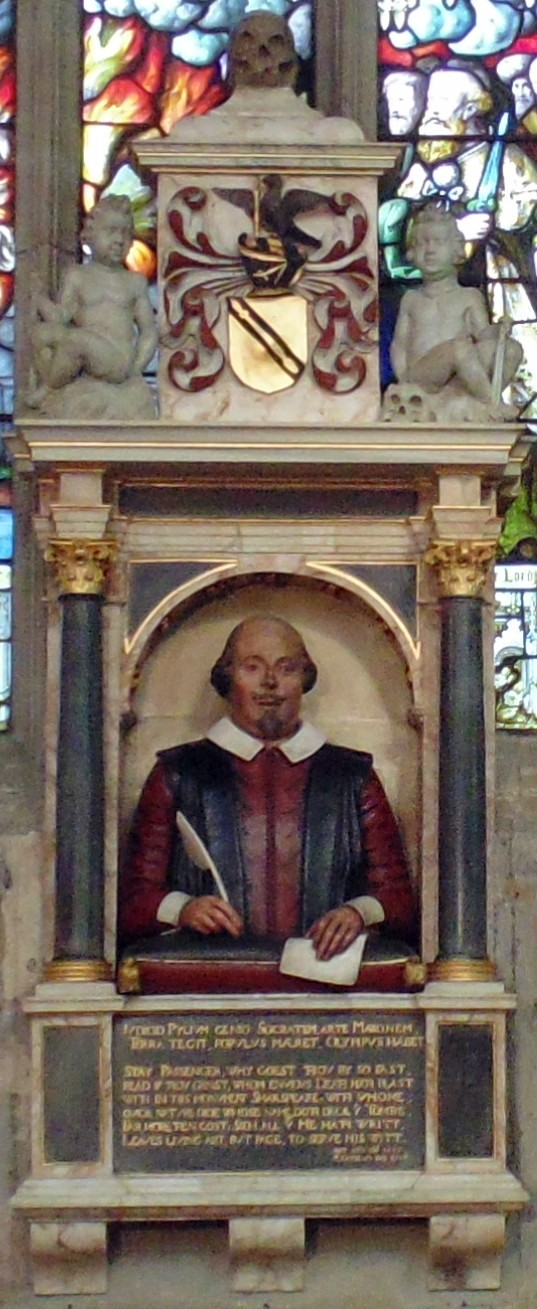
Monumentul funerar al lui Shakespeare

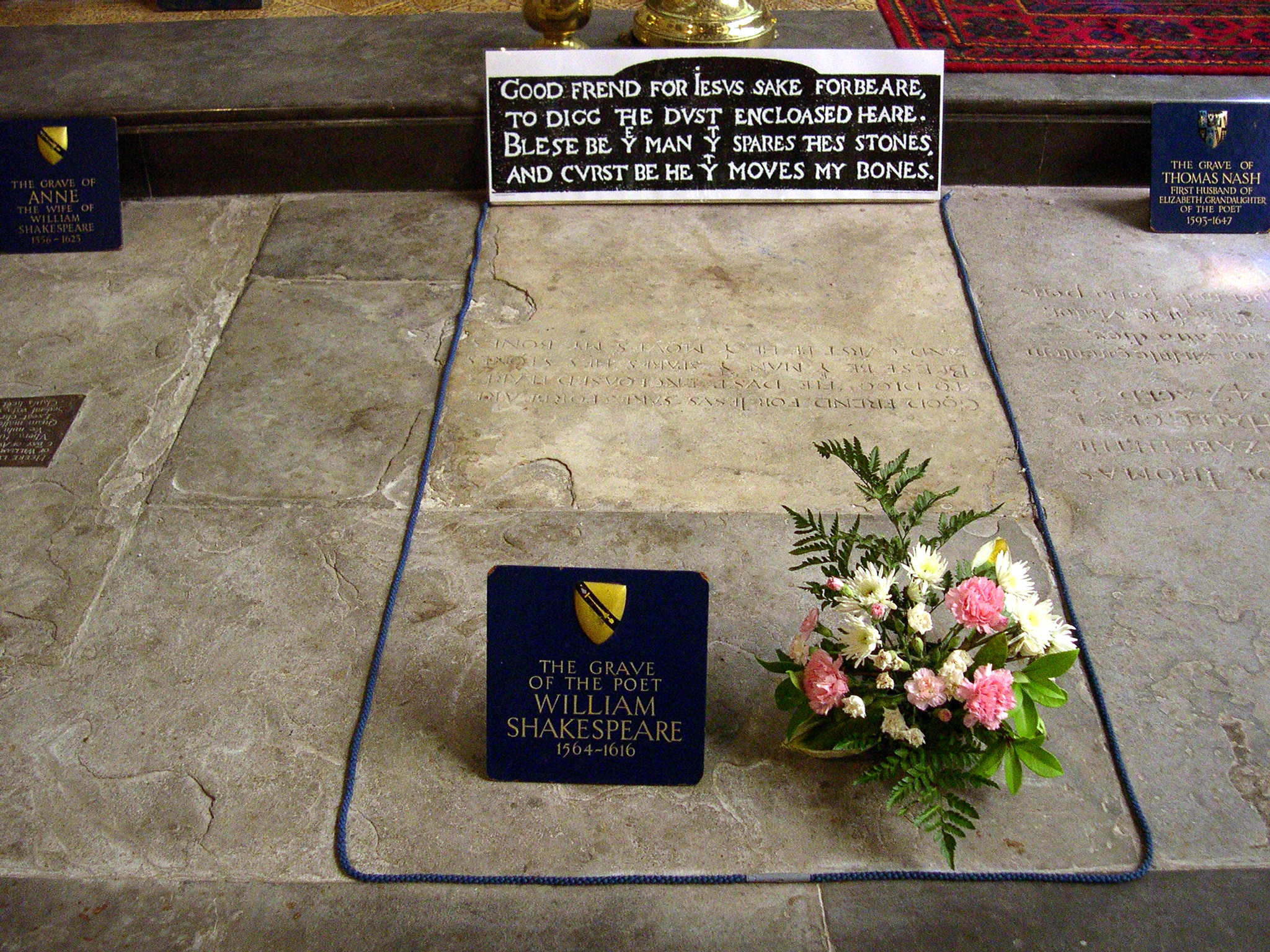
Mormântul lui Shakespeare

## Opere
Cei mai mulți dramaturgi din acea perioadă au colaborat cu alte persoane cu aceleași preocupări, și criticii sunt de acord că Shakespeare, mai ales în primii și ultimii ani din cariera sa, a făcut același lucru. Unele piese, cum ar fi Titus Andronicus și primele istorii, rămân controversate, în timp ce The Two Noble Kinsmen și Cardenio au foarte bună demonstrarea documentării contemporane. Primele piese au fost influențate de scrierile altor dramaturgi elisabetani, în special Thomas Kyd și Christopher Marlowe.
Primele lucrări oficiale de Shakespeare sunt Richard III și cele trei părți din Henry VI, scrise la începutul anului 1590, perioadă cu apetit pentru drama istorică.

## Performanțe
Nu e clar pentru care companie a scris Shakespeare primele piese. Printre actorii care au lucrat pentru Shakespeare au fost Richard Burbage, William Kempe, Henry Condell și John Heminges. 

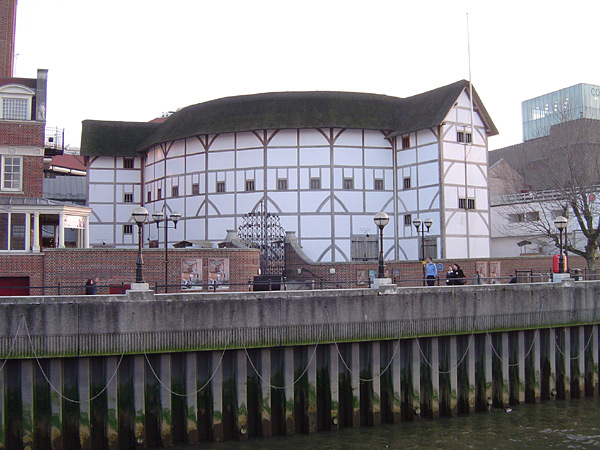
Teatrul Globe, Londra

Ca dramaturg, a scris câteva dintre cele mai puternice tragedii și numeroase comedii. De asemenea, a scris 154 de sonete și multe poezii. Dintre acestea, unele sunt considerate drept cele mai strălucitoare opere scrise vreodată în literatură, datorită priceperii lui Shakespeare de a depăși narațiunea și de a descrie cele mai intime și profunde aspecte ale naturii umane. Se crede că majoritatea operei a scris-o între 1585 și 1613, deși datele exacte și cronologia pieselor de teatru atribuite lui nu se cunosc cu precizie.
Influența exercitată de Shakespeare asupra vorbitorilor de limba engleză din întreaga lume se reflectă prin recunoașterea imediată a unor citate din piesele lui Shakespeare, titlurile operelor bazate pe fraze din Shakespeare și numeroasele adaptări ale pieselor sale. Alte semne ale influenței sale contemporane sunt includerea sa în primele 10 poziții într-un top al "Celor mai importanți 100 de britanici", sondaj sponsorizat de BBC, frecventele producții bazate pe operele sale, cum ar fi BBC Television Shakespeare (un set de adaptări pentru televiziune ale pieselor sale) și succesul filmului "Shakespeare in Love" (1998), o ficțiune dedicată vieții scriitorului, bazată pe scenariul unui foarte cunoscut autor dramatic contemporan, Tom Stoppard, care a propus și o rescriere în cheie postmodernă a lui Hamlet, "Rozencrantz și Guildestern sunt morți". Toate piesele au fost puse în scenă la Teatrul Globe a cărui deviză ce se putea citi pe cortina teatrului, era "Totus mundus agit histrionem". Ea reprezenta traducerea în limba latină a unei replici celebre din piesa "Cum vă place", "Lumea este o scenă și oamenii sunt doar actori".

## Ediția princeps

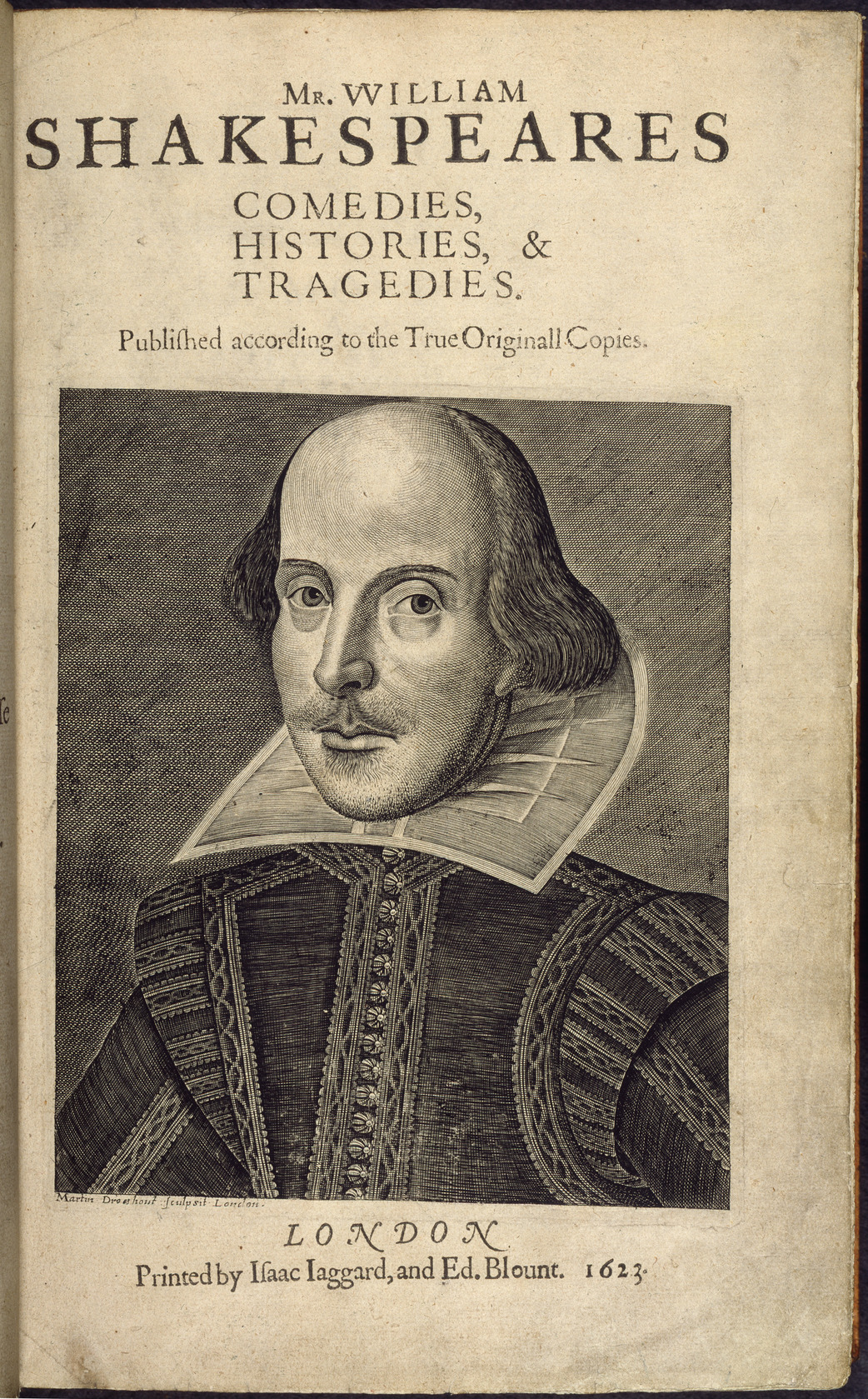
Pagina de titlu a ediției princeps (First Folio) din 1623

În 1623, John Heminges și Henry Condell, doi dintre prietenii lui Shakespeare, de la King's Men,  au publicat First Folio (Ediția princeps a pieselor lui Shakespeare), o colecție a pieselor lui Shakespeare. Acesta conținea 36 texte, inclusiv 18 tipărite pentru prima dată. Multe dintre piese apăruseră deja în cărți tipărite in-quarto⁠(en)[traduceți] (realizate din foi de hârtie împăturite de două ori, pentru a rezulta patru foi mai mici, respectiv opt pagini). Nu există nicio dovadă că Shakespeare ar fi aprobat aceste ediții. Alfred Pollard a numit unele dintre ele "versiuni rele", din cauza textelor lor adaptate, parafrazate sau deformate, care prin unele locuri au fost reconstruite din memorie. Aceste versiuni  se caracterizează și prin diferențe între textele acelorași piese. Diferențele pot rezulta din erori de copiere sau de imprimare, din note de la actori sau membri ai publicului, sau din documentele proprii ale lui Shakespeare. În unele cazuri, de exemplu, Hamlet, Troilus și Cresida și Othello, Shakespeare ar fi putut revizui textele din edițiile in-folio. Cu toate acestea, în cazul Regelui Lear, în timp ce cele mai multe ediții moderne îmbină diversele variante, versiunea in-folio din 1623 este atât de diferită de cea din 1608, încât Shakespeare Oxford le imprimă pe amândouă, argumentând că acestea nu pot fi îmbinate fără confuzii majore.

## Poezii
În 1593 și 1594, când teatrele au fost închise din cauza ciumei, Shakespeare a publicat două poeme narative pe teme erotice, Venus și Adonis și Violul Lucreției. Le-a dedicat lui Henry Wriothesley. În Venus și Adonis, un nevinovat Adonis respinge avansurile sexuale ale lui Venus, în timp ce în Violul  Lucreției, soția Lucreția este violată de către desfrânatul Tarquin. Influențat de Metamorfozele lui Ovidiu, poemele arată vinovăție și confuzie morală care rezultă din pofta necontrolată. Ambele s-au dovedit populare și au fost de multe ori retipărite în timpul vieții lui Shakespeare. Al treilea  poem narativ , Plângerile unui îndrăgostit, în care o femeie tânără se plânge de seducerea ei de către un pretendent convingător, a fost tipărită în prima ediție a sonetelor, cea din 1609. Mai mulți savanți au acceptat acum că Shakespeare a scris Plângerile unui îndrăgostit. Criticii consideră că anumite calități ale sale fine sunt umbrite de efecte de plumb. Phoenixul și turtureaua, tipărită în Loveas Martyr a lui Robert Chester în 1601, jelește moartea legendarului Phoenix și a credincioasei sale turturele. În 1599, două dintre proiectele timpurii ale sonetelor 138 și 144 au apărut în The Passionate Pilgrim, publicată sub numele lui Shakespeare, dar fără permisiunea lui.

## Sonete

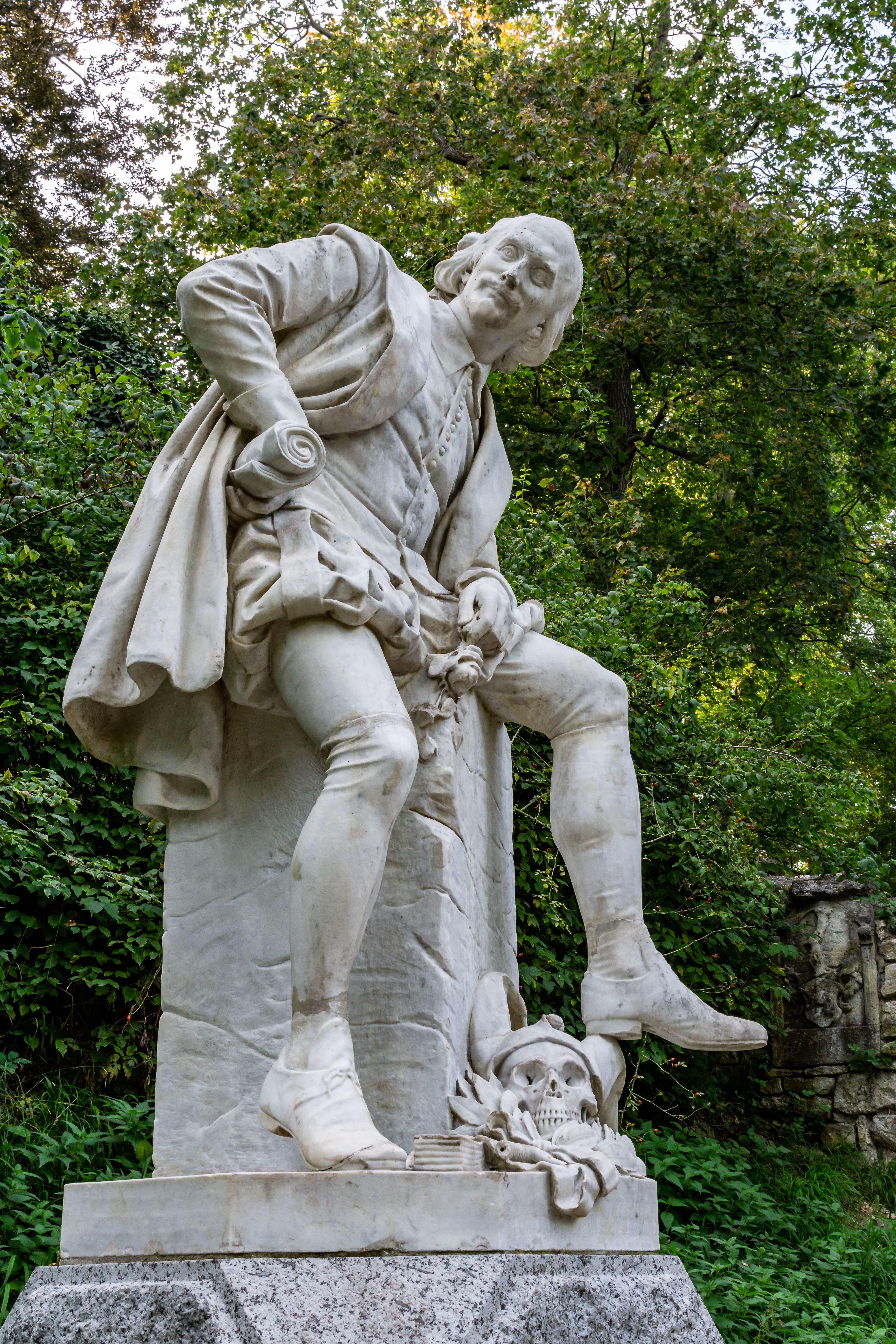
Statuia lui William Shakespeare din Weimar

Publicate în 1609, sonetele au fost ultimele lucrări non-dramatice ale lui Shakespeare imprimate. Oamenii de știință nu sunt siguri când fiecare dintre cele 154 de sonete au fost compuse, dar dovezile sugerează că Shakespeare a scris sonetele de-a lungul carierei sale pentru un public privat. Puțini analiști cred că, colecția publicată urmează secvențe destinate lui Shakespeare. El pare să fi planificat două serii contrastante: unul despre pofta  necontrolată pentru o femeie căsătorită cu un aspect întunecat și una despre dragoste și conflict pentru un tânăr echitabil. Rămâne neclar dacă acestea reprezintă persoane reale. Ediția din 1609 a fost dedicată domnului W.H. Nu se știe dacă acest lucru a fost scris de Shakespeare însuși sau de către editorul Thomas Thorpe, ale cărui inițiale apar în josul paginii. Criticii susțin că sonetele sunt  ca o meditație profundă cu privire la natura iubirii,pasiune sexuală, procreare, moarte, și timp.

## Identitatea sa
Aproximativ la 150 de ani după moartea lui Shakespeare, îndoielile au început să apăra cu privire la calitatea de autor al operelor atribuite lui. Lista candidaților alternativi propuși îi include pe Francis Bacon, Christopher Marlowe, Edward de Vere. Mai multe „teorii de grup” au fost de asemenea propuse. Doar o mică parte dintre specialiști cred că există un motiv relativ la atribuirea tradițională și, teoria oxfordiană a calității de autor a lui Shakespeare, continuă în secolul al XI-lea.

### Axa timpului vieții Bardului
Viitorul dramaturg s-a însurat cu Anne Hathaway, cu opt ani mai în vârstă decât el, la 28 noiembrie 1582, la  Stratford-upon-Avon, martorii ceremoniei fiind Fulk Sandalls și John Richardson; căsătoria se pare că fusese grăbită de faptul că mireasa era însărcinată. După căsătorie, se știu puține lucruri despre William Shakespeare, până la apariția sa la Londra, pe scena literară.
În 26 mai 1583, este botezată la  Stratford, Susannah, primul copil al lui Shakespeare. Acesta a fost urmat curând, la 2 februarie 1585, de botezul unui fiu, Hamnet, și al unei fiice, Judith.
În 1592, era deja suficient de cunoscut pentru a atrage atenția lui Robert Greene, care îl acuză de plagiat: „o cioară parvenită, împodobită cu penele noastre”.
În 1596 moare Hamnet și este înmormântat la 11 august 1596. Din cauza asemănării numelor, unii bănuiesc că moartea sa a fost imboldul pentru crearea piesei lui Shakespeare Hamlet, Tragica poveste a lui Hamlet, prințul Danemarcei.
În 1598, Shakespeare se mutase în parohia Sf. Elena, în Bishopgate și apare în capul unei liste a actorilor la o piesă (Every Man in his Humor) de Ben Jonson.
Shakespeare devine actor, scriitor și apoi, co-proprietar al unei trupe de teatru, cunoscută sub numele de Oamenii lordului Chamberlain – compania și-a luat numele, ca și altele din acea perioadă, după numele sponsorului ei aristocrat. A devenit destul de cunoscută pentru ca, după moartea reginei Elisabeta I și încoronarea lui James I (1603), noul monarh să adopte trupa, care a fost cunoscută sub numele Oamenii regelui.
Diverse documente ale unor chestiuni legale și ale unor tranzacții dovedesc că Shakespeare devenise o persoană importantă în anii petrecuți la Londra. Se descurcase destul de bine pentru a putea cumpăra o proprietate în cartierul londonez Blackfriars și deținea cea de a doua casă, ca mărime, în Stratford.
În 1609 își publică sonetele, poezii de dragoste majoritatea (126) cărora - piperate de insinuări homoerotice - sunt închinate unui tânăr („frumos stăpân”), și restul (28) închinate amantei sale, o doamnă brună (the dark lady). Aluziile pe tema amorului masculin sunt un ecou ale situațiilor ambigue și jocurilor de cuvinte din comediile sale, și vor cauza un anumit efort cenzorial din partea lui John Benson care, la douăzeci și patru de ani după moartea lui Shakespeare îi publica poemele în așa fel încât să ascundă aspectul lor homoerotic. 
O remarcabilă traducere în limba română a sonetelor aparține poetului Gheorghe Tomozei.
Shakespeare s-a retras prin 1611 și a murit în 1616, pe 23 aprilie, care este probabil motivul tradiției de a plasa data nașterii în aceeași zi. A fost căsătorit cu Anne, până la moarte. Cele două fiice, Susannah și Judith, i-au supraviețuit. Susannah s-a căsătorit cu dr. John Hall și, mai târziu a fost subiectul unui proces.
Pe piatra lui funerară stă scris: Binecuvântat fie cel ce lasă (în tihnă) aceste pietre și blestemat fie cel ce-mi mișcă oasele (în limba engleză modernă: "Blest be the man that spares these stones, and cursed be he that moves my bones").

## Religie
Unii cercetători susțin că membri ai familiei lui Shakespeare au fost catolici, într-un moment când practica catolică a fost împotrivă legii. Mama lui Shakespeare, Mary Arden, cu siguranță, a provenit dintr-o familie catolică.Dovada cea mai puternică ar putea fi o declarație de credință catolică, semnată de John Shakespeare, descoperită în 1757 în fosta sa casă din Henley Street. Documentul este acum pierdut, însă, și oamenii de știință au opinii diferite privind autenticitatea lui. În 1591, autoritățile au raportat că John a evitat biserica "de teamă de proces pentru datorii", o scuză catolică comună. În 1606, fiica lui William, Susanna, a fost enumerată printre cei care nu au reușit să participe la comuniunea de Paști din Stratford. Oamenii de știință n-au izbutit să găsească dovezi atât pentru, cât și împotriva catolicismului lui Shakespeare în scenele lui, dar adevărul este imposibil de dovedit, oricum.

## Orientarea sexuală
Despre William Shakespeare se afirmă că ar fi fost homosexual sau bisexual, în baza unor sonete pe care le-ar fi dedicat unui tânăr. (sunt incriminate, de fapt, doar câteva versuri) Obiceiul de a dedica sonete unor persoane, bărbați sau femei, de multe ori protectori sau mecena ai artiștilor, era totuși, răspândit în epocă. Se presupune că persoanele cărora le-ar fi fost dedicate sonetele ar fi fost Henry Wriothesley, 3rd Earl of Southampton și William Herbert, 3rd Earl of Pembroke, despre care se spune că ar fi arătat foarte bine în tinerețe. Nu este sigur dacă termenul "love" avea aceeași accepțiune cu cea de azi, în vremea lui Shakespeare. Ceea ce este însă cert, este că „Marele Will” s-a căsătorit de tânăr cu Anne Hathaway, a avut trei copii și o viață de familie normală, deși dublată de aventuri extra-conjugale, o anume „Dark Lady” fiind pomenită adesea în poemele sale. Nici o sursă contemporană nu face aluzie la pretinsele sale preferințe homosexuale. Istorici au demontat aceste presupuneri, arătând că poemele lui Shakespeare au, mai degrabă, un caracter ficțional, aspect relativ frecvent în literatura epocii.

## Portret
Nu există nici o descriere scrisă a aspectului fizic al lui Shakespeare și nici o dovadă că el a comandat vreodată un portret, astfel gravura Droeshout, pe care Ben Jonson a aprobat-o ca fiind foarte asemănătoare cu chipul real, și monumentul lui din Stratford furniza cele mai bune dovezi legate de aspectul său.

## Influența lui Shakespeare asupra scriitorilor români. Regizori români care i-au montat piesele[19]

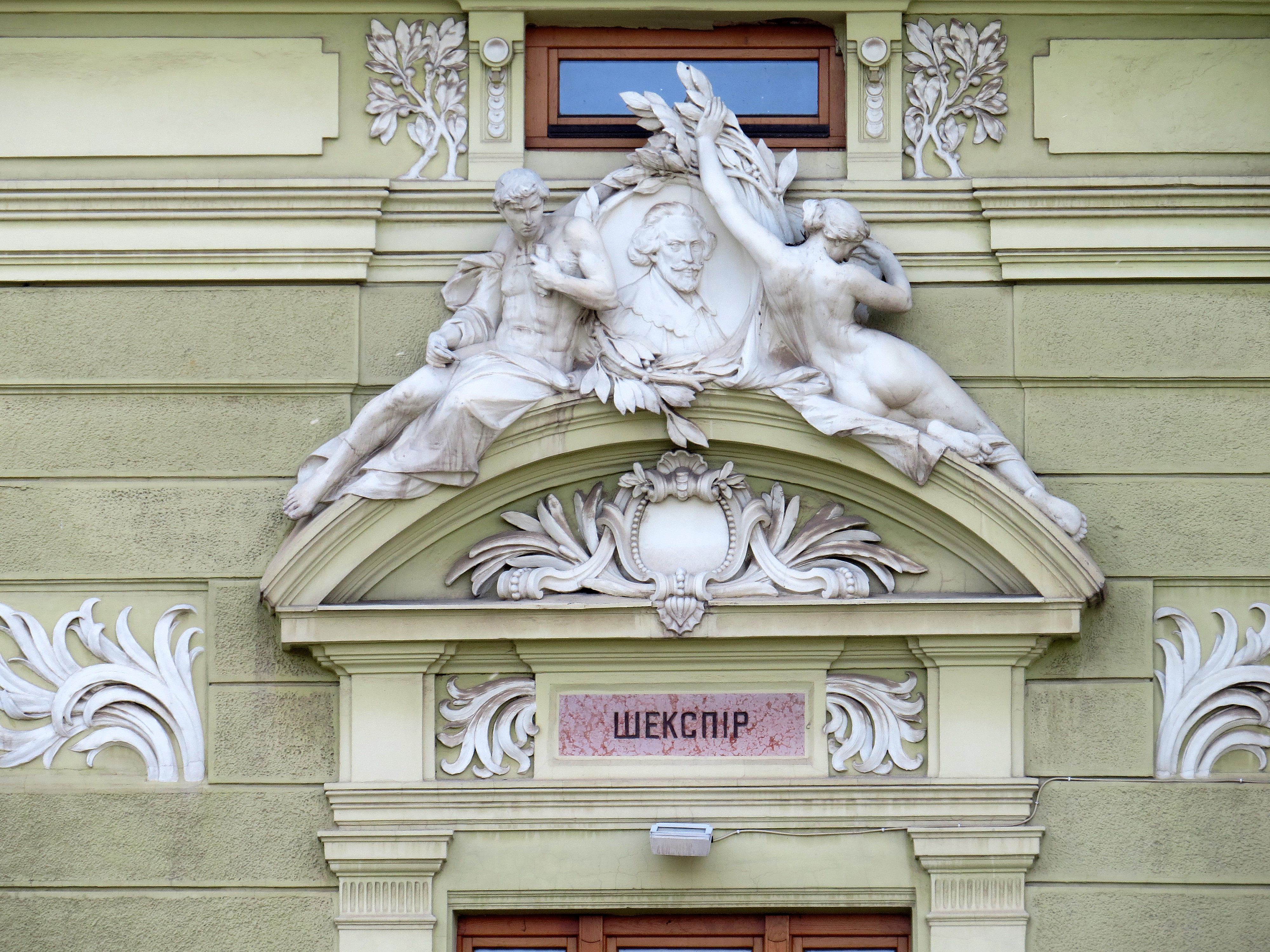
Chipul lui Shakespeare - Teatrul din Cernăuți

Opera lui Shakespeare a exercitat o puternică influență asupra scriitorilor români. Traducerea operei sale a fost începută de Petre Carp, rivalul politic al lui Titu Maiorescu, în vreme ce poetul Mihai Eminescu va descrie în poezia postumă Cărțile admirația pentru opera sa, declarându-l prieten drag al sufletului meu. O bună parte din piesele neterminate scrise de el poartă amprenta influenței sale. În epoca interbelică Dragoș Protopopescu, Haig Acterian sau Mihail Sebastian, care descrie în Jurnalul său procesul anevoios de traducere a sonetelor lui, vor da un nou imbold receptării lui Shakespeare în România. Printre scriitorii contemporani care au recunoscut deschis influența operei sale se numără și dramaturgul Marin Sorescu, autorul piesei Vărul Shakespeare, și poetul Vasile Voiculescu, autorul unui volum de sonete intitulat, Ultimele sonete închipuite ale lui William Shakespeare, dar și piesa lui Eugen Ionescu, Macbett. Dramele sale au fost montate de mari regizori de teatru români, din perioada 1870 până în zilele noastre, printre aceștia numărându-se și montările unor regizori ca Liviu Ciulei, Alexandru Darie, Radu Afrim, Cătălina Buzoianu, Ion Sapdaru, Vlad Mugur sau Beatrice Bleonț.

## Opera
Opera sa include 37 de piese de teatru terminate, una neterminată, între care 17 sunt comedii, piese istorice, tragedii, sonete.

### Comedii
- Furtuna
- Doi gentlemeni din Verona
- Nevestele vesele din Windsor
- Măsură pentru măsură
- Comedia erorilor
- Mult zgomot pentru nimic
- Zadarnicele chinuri ale dragostei
- Visul unei nopți de vară
- Neguțătorul din Veneția
- Cum vă place
- Îmblânzirea scorpiei
- Totul e bine când se termină cu bine
- A douăsprezecea noapte
- Poveste de iarnă
- Pericle, Prinț al Tironului

### Piese istorice
- Regele Ioan
- Richard al II-lea (piesă)
- Henric al IV-lea
- Henric al V-lea
- Henric al VI-lea
- Richard al III-lea
- Henric al VIII-lea

### Tragedii
- Romeo și Julieta
- Troilus și Cresida
- Coriolan
- Titus Andronicus
- Timon din Atena
- Iulius Caesar
- Macbeth
- Hamlet
- Regele Lear
- Othello (piesă)
- Antoniu și Cleopatra

### Piese pierdute
- Love's Labour's Won
- Cardenio
- Richard al II-lea (prima parte)

### Poeme
- Sonetele lui Shakespeare
- Venus și Adonis
- The Rape of Lucrece
- The Passionate Pilgrim
- The Phoenix and the Turtle
- A Lover's Complaint

### Apocrife
- Eduard al III-lea
- Sir Thomas More